# Glubínnoie
Glubínnoie (en rus: Глубинное) és un poble del krai de Primórie, a l'Extrem Orient de Rússia, que en el cens del 2010 tenia 577 habitants.